# Teifi

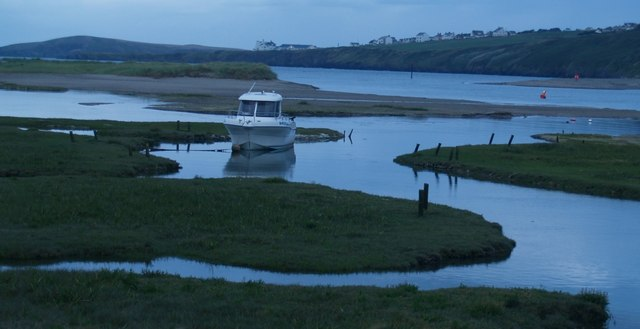
De Teifi met op de achtergrond Gwbert.

De Teifi (in het Welsh: Afon Teifi) is een rivier in die ontspringt in Midden-Wales en in de Ierse Zee uitmondt, nabij de stad Cardigan in de Cardigan Bay. Met een lengte van 122 kilometer is het de langste rivier die geheel in Wales stroomt.
De vallei van de Teifi werd sinds de prehistorie bewoond. Er zijn vele overblijfselen te vinden uit de IJzertijd en de Bronstijd, zoals cromlechs (begraafkamers) en opstaande stenen. Nabij Pontrhydfendigaid zijn de overblijfselen van een middeleeuwse abdij, Strata Florida, terug te vinden.
- Virtual International Authority File: 315530474